# Ferenc Boros (pastor)
Ferenc Boros (n. 3 aprilie 1908, Oradea – d. 30 iunie 1963, Oradea, România) a fost un pastor reformat, scriitor, poet și traducător maghiar din Transilvania.

## Viața
A urmat studii la Gimnaziul Premonstratens din Oradea și apoi la Liceul Gojdu, după care a fost student la Facultatea de Teologie Reformată din Cluj, ale cărei studii le-a absolvit în anul 1930. În perioada studenției a fost președinte al cercului literar Bethlen Gábor din Oradea, colaborând la revista Ifjú Erdély. După absolvirea studiilor teologice a lucrat ca pastor reformat în localități din actualele județe Bihor și Satu Mare (Berveni, Cauaceu, Beiuș-Șuncuiuș, Craidorolț, cartierul Olosig din Oradea). În anul 1933 a devenit paroh în satul Ginta din județul Bihor, de unde erau originari părinții săi. În afară de activitatea pastorală a desfășurat și o activitate de scriitor, publicând nuvela „Túl a falon” („Dincolo de zid”) care a obținut premiul I la concursul de proză scurtă al revistei Havi szemle (Revista lunară) din Arad (august 1944).
În urma Dictatului de la Viena satul Ginta a rămas pe teritoriul românesc, la doar câțiva km de granița cu Ungaria. Pastorul a redactat în timpul războiului o revistă satirică prin care s-a străduit să ridice moralul credincioșilor. La sfârșitul anului 1944, în timpul celui de-al Doilea Război Mondial, corpul de armată al generalului Leonard Mociulschi a avansat către nord-vestul Transilvaniei. Pastorul a fost arestat, împreună cu alți șase preoți, învățători și locuitori din Ginta și zonele învecinate, și dus la Hălmăgel, de unde s-a întors abia la 27 septembrie 1944. Trupele de honvezi maghiare au avansat la 14 septembrie peste linia de demarcație și au ajuns la Ginta, pe care au ținut-o sub ocupație timp de zece zile, înainte de a se retrage. Pe 24 septembrie 1944 s-au dat lupte timp de câteva ore pe ulițele satului, după care honvezii s-au retras. Trupele române au realizat represalii la adresa localnicilor, executând 41 de persoane, maltratând alte persoane, jefuind avutul sătenilor și incendiind casa parohială a bisericii reformate ce a ars până la temelie; arhiva parohiei și averea familiei pastorului au fost distruse.
Autoritățile comuniste instalate ulterior l-au acuzat pe pastorul reformat că a colaborat cu autoritățile horthyste. Pastorul a acuzat în trei articole publicate în ziarul Új Élet din Oradea (nr. 38, 42 și 44 din 1948) că Uniunea Tineretului Comunist distrăgea atenția tinerilor din mediul rural și nu permitea - referindu-se la circulara episcopiei - tinerilor din cadrul Alianței Populare Maghiare să participe la biserică și la școlile confesionale. Pastorul Ferenc Boros a fost arestat pentru o săptămână în perioada recoltei de toamnă, fiind condamnat să plătească o amendă. A avut nevoie de tratament spitalicesc, iar în 1949 și-a dat demisia din postul de pastor. Soția sa a cumpărat o casă în Oradea și familia s-a mutat acolo.
Ferenc Boros a devenit în 1950 secretar literar și traducător la revista Făclia din Oradea, lucrând mai târziu pe postul de corector. A început să publice proză scurtă în revista Utunk și în antologii, care au fost primite pozitiv. A tradus în limba maghiară scrieri publicate de Ion Istrati, Cezar Petrescu sau Ion Ghica atât în nume propriu, cât și sub pseudonimele Balogh András și Boros Endre. 
În 1963 s-a îmbolnăvit și după mai mult de o săptămână de suferință a murit la 30 iunie.

## Lucrări

### Nuvele
- Túl a falon. (Havi szemle, august 1944)
- Vásárfia. (Utunk, Cluj, 15 martie 1947; publicată apoi într-o colecție de 26 de nuvele, Állami könyvkiadó, București, 1949)
- Nagymosás. (Utunk, Cluj, 10 ianuarie 1948)

Au rămas în manuscris: Itthon, Vita az ököllel, Zárás után, Bombatéma, Az utolsó cseléd, Kísértetek, Az első nap, Ahasvér az ajtó előtt, Árverés, Utolsó jelenés.

### Roman
- A fekete rozsda.  (manuscris)

### Piese de teatru
- Az én vérem, Két élet, Családi fészek, Tréfa. (manuscris)

### Eseuri și studii
- A kupola alatt. Johann Schöpf festőművész nagyváradi évei (Utunk, Cluj, 7, 14 și 28 februarie 1969.)
- În ziarul Făclia din Oradea: Szacsvay István, Hitelesség és realizmus, Levél emberi dolgokról, Arany János, a zeneköltő, Mihail Eminescu.
- Manuscris: Kultúrtörténeti barangolás a barokk Nagyváradon (1952), Adalékok a nagyváradi református egyház történetéhez.

### Traduceri
- Ion Istrati: Jó úton/Bucurie. (Állami Irodalmi és Művészeti Kiadó, București, 1952) - sub pseudonimul Balogh András
- Cezar Petrescu: Sötét évek/Întunecare. (Állami irodalmi és Művészeti Kiadó, București, 1957, reeditat în 1964)
- Cezar Petrescu: Az apostol/Apostol. (Állami irodalmi és Művészeti Kiadó, București, 1959)
- C. Teodoru: Oroszlánrész. (Oradea, 1960)
- I. G. Destelnica: Édesapja rózsaszála. (Oradea, 1960) - sub pseudonimul Boros Endre
- M. Leonard: A Horváth-nemzetség (Oradea, 1961) - sub pseudonimul Boros Endre
- Ion Ghica: Hajdani erkölcsök/Scrieri alese. (Ifjúsági Könyvkiadó, București, 1963)
- Ioan A. Bassarabescu: Hajtányon/Pe drezină, Amíg folyik a szertartás/Cît ține liturghia, Otthon/Acasă, Slatina felé/Spre Slatina. (Irodalmi könyvkiadó, București, 1963)
- Valentin Silvestru: A haragos búzaszem, bábjáték. (Oradea, 1963)
- A.I. Ștefănescu: A forró kamra/Camera fierbinte pentru Teatrul de Stat din Oradea

Multe din poemele sale au rămas în manuscris.